# Chies d'Alpago
Chies d'Alpago är en ort och kommun i provinsen Belluno i regionen Veneto i Italien. Kommunen hade 1 313 invånare (2018).